# La-33

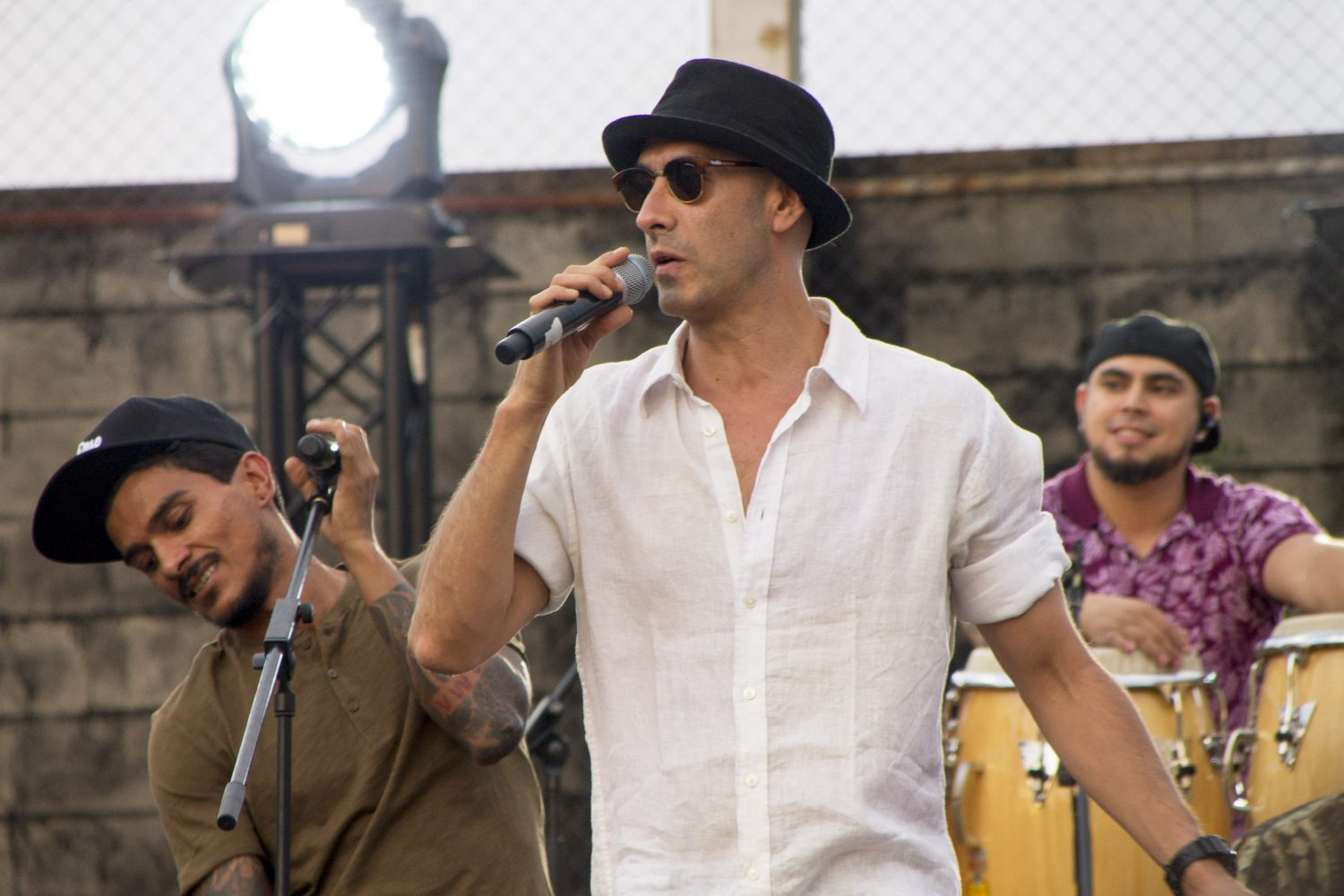
La-33 (2017)

La-33 ist eine kolumbianische Salsa-Band, die im Jahr 2001 in Bogotá von den Brüdern Santiago und Sergio Mejía gegründet wurde. Die Band spielt Salsa mit Einflüssen aus Genres wie Mambo, Pasodoble, Rock, Latin Jazz, Reggae und kolumbianischer Volksmusik. Der Name der Gruppe bezieht sich auf die Calle 33 in Teusaquillo, einem der Stadtbezirke von Bogotá, wo die Band ihre ersten Proben abhielt.

## Werdegang
Ihr erstes Album La-33, welches sie 2004 publizierte, finanzierte die Band selbst mit den Gagen aus ihren Auftritten in Bars und Nachtclubs in Bogotá. Drei Jahre später veröffentlichten sie ihr zweites Werk mit dem Titel Gózalo, gefolgt von Ten cuidado im Jahr 2009 und Tumbando por ahí im Jahr 2013.
Im Jahr 2016 brachte die Band anlässlich ihres fünfzehnjährigen Bestehens das fünfte Album mit dem Titel Caliente heraus. 2019 erschien Si tú quieres salsa.
La-33 ist an verschiedenen internationalen Festivals aufgetreten, darunter dem Sziget-Festival in Budapest und der Feria de Cali. 2016 trat die Band in Nürnberg und Berlin auf und 2019 am Rudolstadt-Festival. Im Jahr 2023 konzertierte La-33 anlässlich des 485. Geburtstags der Stadt Bogotá gemeinsam mit dem Orquesta Filarmónica de Bogotá. Die im Teatro Mayor Julio Mario Santo Domingo eingespielten Live-Aufnahmen wurden unter dem Titel La-33 Filarmónico (En Vivo Desde El Teatro Mayor Julio Mario Santo Domingo) publiziert.

## Mitglieder
- Sergio Mejía (Gesang und E-Bass)
- Santiago Mejía (Keyboard)
- Guillermo Celis (Gesang)
- David Cantillo (Gesang)
- Edison Velásquez (Gesang und Flöte)
- Alejandro Pérez (Congas)
- Juan David Fernández (Timbal)
- Diego Sánchez (Bongos)
- Vladimir Romero (Posaune)
- José Miguel Vega (Posaune)
- Adalber Gaviria (Saxofon)
- Roland Nieto (Trompete)
- Javier Galavis (Tontechniker)
- Ray Fuquén (Live-Produzent)

## Diskografie
- 2004: La 33
- 2007: Gózalo
- 2009: Ten cuidado
- 2013: Tumbando por ahí
- 2016: Caliente
- 2019: Si tú quieres salsa
- 2023: La-33 Filarmónico